# Славица Урошевић
Славица „Слаја“ Урошевић (Крагујевац, 1957 — Крагујевац, 22. децембар 2012) била је српски позоришни редитељ, драмски педагог, драматург, продуцент, костимограф, новинарка и књижевница. У оквиру Дома омладине Крагујевца основала је и водила Дечију позоришну радионицу, Драмски студио и Филмску радионицу. За позоришни, књижевни и културни рад је добила десетине награда.

## Биографија
Славица Урошевић се од детињства бавила глумом и рецитаторством, а касније и писањем, фотографијом и сликарством. Основала је лист Правног факултета Правац, писала за београдски лист НОН и крагујевачку Светлост. Њена поезија је вишеструко награђивана, а неке песме су ушле и у Антологију песникиња Крагујевца и антологију Певачи уснуле престонице.
Била је један од оснивача Друштва за препород крагујевачке културе, а више пута и члан Савета за културу Крагујевца. Добитник је бројних признања Савеза аматера Србије и Октобарске награде града Крагујевца.
Дечију позоришну радионицу Дома омладине основала је 1. октобра 1984. године. Из ње је изашло неколико десетина представа које су на смотрама дечијег драмског стваралаштва освојиле бројне награде.
Драмски студио је покренула 1988. године, са жељом да подржи омладину која је прерасла дечије представе. Из Драмског студија потекли су каснији професионални глумци: Иван Томић, Милош Ђорђевић, Сузана Матић, Исидора Секулић, Марко Марковић, Ђорђе Симић, Јована Мишковић, Милена Николић, Никола Ракочевић, Миломир Ракић, Влада Ђоковић, Марија Митровић, Марко Савић, Ђорђе Ђоковић, Милош Миловановић, Влада Милић и други. Чињеницу да, осим Београда, највећи број студената глуме долази из Крагујевца, стручна јавност је оценила као заслугу Славице Урошевић и Драмског студија.
Филмска радионица, коју је Урошевићева основала 2002. године, помогла је развој професионалних филмских редитеља, камермана и продуцената.
Уметница је преминула у ноћи између 21. и 22. децембра, након краће и тешке болести, у 55. години живота. У понедељак, 24. децембра, након комеморације у Књажевско-српском театру, Славица Урошевић сахрањена је на гробљу у Станову.
Мала сцена Дома омладине Крагујевца од 2013. године носи назив „Славица Слаја Урошевић“. Ауторкине режије се и даље играју, попут представе „Чворови“, која је постављена на сцену 1996. године.

## Театрографија (избор)
Представе за децу
- Доживљаји Тома Сојера,
- Капетан Џон Пиплфокс,
- Цецилија,
- Шаренијада,
- Детективска прича,
- Стилске вежбе,
- Принцеза Зевка,
- Избирачица,
- Тиха мала бића која воле да маштају,
- Пепељуга,
- Алиса у земљи чуда,
- Како су настале ружне речи,
- Комедија дел арте,
- Несрећна Кафина,
- Љубав и кекс,
- Сан летње ноћи
- Рекламна бајка
- Краљевски фестивал

Представе за одрасле
- Просидба и јубилеј
- Лекција
- Дон Жуан
- Чекалац
- Последњи гост
- Галеб Џонатан Ливингстон
- Бура
- Слушкиње
- Зиге Загер
- Бети и Бу, оркестар
- Рањени орао
- Тачка сусрета/Скаска о космчком јајету
- Епитаф
- Буђење пролећа
- Три чекића

## Рекли су о Славици Урошевић
Једино је веровала у оно што ради, у своју децу и њихову снагу да једног дана наставе да се боре за културу и дух Града који је одавно урушен. Држала се подаље од политике и институција, али и они од ње. Све своје наде, остварене и изневерене, спаковала је у мали бајковити свет који јој је био уточиште и у коме је налазила једини смисао.— Љиљана Палибрк
Највећи крагујевачки глумци, као што су Стојан Ђорђевић, Ивана Вуковић, Никола Ракочевић и многи други, били су чланови Слајиног Драмског студија, где су прошли њену школу глуме и стекли прва знања о свом будућем занимању. (...) Крагујевац је остао без једне изузетне жене, која никада неће моћи пасти у заборав. За овај град и за све младе глумце, који живе у њему чинила је прекрасне ствари, којима је заслужила титули почасног становника овог града.— Кристина Савић